# Lijst van cultureel erfgoed in Košice-Juh
Dit is een (onvolledige) lijst van cultureel erfgoed in de Slowaakse stad Košice, in het stadsdeel Juh (okres Košice IV).
Deze lijst is gebaseerd op de opsomming die gepubliceerd werd op de website van het Bureau voor monumenten van de Slowaakse Republiek (PÚSR).
- Košice-Juh
- Louis Pasteur Universitair Ziekenhuis Košice
- Košice (stad in Slowakije)

## Cultureel erfgoed
| Afbeelding                   | Adres & coördinaten                                                      | Object | Plaatselijke benaming                                                                                   |
| ---------------------------- | ------------------------------------------------------------------------ | --- | --- |
| Geen afbeelding beschikbaar. | Južná trieda 70. Južné Mesto. Locatie._region:SK                         | Alleenstaande bakkerij. ID 805-4594/1. | Pekáreň. Solitér.                                                                                       |
| Geen afbeelding beschikbaar. | Južná trieda 70. Južné Mesto. Geen coördinaten beschikbaar.              | Alleenstaande werkplaats van een slotenmaker. ID 805-4594/2. | Dielňa zámočnícka. Solitér.                                                                             |
| Geen afbeelding beschikbaar. | Južná trieda 70. Južné Mesto. Geen coördinaten beschikbaar.              | Alleenstaand magazijn (nr. I) met kolenkamer. ID 805-4594/3. | Sklad i. Solitér. Komora na uhlie.                                                                      |
| Geen afbeelding beschikbaar. | <Južná trieda 70. Južné Mesto. Geen coördinaten beschikbaar.             | Alleenstaand magazijn (nr. II) met kantoorruimte. ID 805-4594/4.                                                                                                  | Sklad ii. Solitér. Kancelárie.                                                                          |
| Geen afbeelding beschikbaar. | Južná trieda 70. Južné Mesto. Geen coördinaten beschikbaar.              | Alleenstaand magazijn (nr. III) met winkel. ID 805-4594/5. | Sklad iv a obchod. Solitér.                                                                             |
|                              | Begraafplaats Košice 4-Juh 0. Južné Mesto. Geen coördinaten beschikbaar. | Graf van Ľudovít Kukorelli (°1914 - †1944) (luchtmachtofficier, anti-fascistisch verzet). ID 805-1325/0.                                                          | Hrob s náhrobníkom: Kukorelli Ľ. (1914-1944).                                                           |
|                              | Begraafplaats Košice 4-Juh 0. Južné Mesto. Locatie._region:SK            | Militaire begraafplaats (3000 Sovjet-soldaten). ID 805-1327/1. | Cintorín vojenský (3000 soviet. vojakov).                                                               |
|                              | Begraafplaats Košice 4-Juh 0. Južné Mesto. Locatie._region:SK            | Monumentale zuil ter nagedachtenis van de gesneuvelde Sovjet-soldaten. ID 802-1327/2.                                                                             | Sov. armáda; pomník padlým.                                                                             |
| Geen afbeelding beschikbaar. | Begraafplaats Košice 4-Juh 0. Južné Mesto. Geen coördinaten beschikbaar. | Militaire begraafplaats van de Tweede Wereldoorlog. Graven en grafstenen. ID 805-1332/0.                                                                          | Vojenský cintorín druhej svetovej vojny. Hroby s náhrobníkmi .                                          |
|                              | Milosrdenstva ulica 31. Južné Mesto. Locatie._region:SK                  | Rooms-katholieke kerk van Onze Lieve Vrouw - Koningin van de Vrede. ID 805-1136/0.                                                                                | Kostol. r.k.Panny Márie Kráľovnej pokoja.                                                               |
| Geen afbeelding beschikbaar. | Pri bitúnku ulica 0. Južné Mesto. Locatie._region:SK                     | Stelplaats van de spoorweg (remise), draaischijf. ID 805-4595/1.                                                                                                  | Železničná; remíza, rotunda.                                                                            |
| Geen afbeelding beschikbaar. | Pri bitúnku ulica 0. Južné Mesto. Locatie._region:SK                     | Spoorweg: reservoir, watertoren. ID 805-4595/3. | Železničná: vodojem, wodárenská veža.                                                                   |
| Geen afbeelding beschikbaar. | Rastislavova ulica 83. Južné Mesto. Geen coördinaten beschikbaar.        | Graf van de onbekende soldaat. ID 805-4589/0. | Hrob s náhrobníkom. Hrob neznámeho vojaka.                                                              |
|                              | Rastislavova ulica 83. Južné Mesto. Locatie._region:SK                   | Openbare begraafplaats van Košice. Gemeenschappelijk graf van antifascistische strijders die door fascisten in de Hlavná-straat werden opgehangen. ID 805-4590/0. | Hrob spoločný s náhrobníkom. Hrob obesených antifašistov.                                               |
|                              | Rastislavova ulica 43. Južné Mesto. Locatie._region:SK                   | Alleenstaand administratief gebouw "Univerzitná nemocnica Louisa Pasteura". ID 805-4119/1.                                                                        | Univerzitná nemocnica L. Pasteura. Budova administratívna. Solitér.                                     |
|                              | Rastislavova ulica 43. Južné Mesto. Locatie._region:SK                   | Universitair ziekenhuis Louis Pasteur. Chirurgische kliniek. ID 805-4119/2.                                                                                       | Univerzitná nemocnica L. Pasteura. Chirurgická klinika. Solitér.                                        |
| Geen afbeelding beschikbaar. | Rastislavova ulica 43. Južné Mesto. Locatie._region:SK                   | Universitair ziekenhuis Louis Pasteur. Alleenstaand paviljoen voor infectieziekten. Ruimte voor magnetische resonantie. ID 805-4119/3.                            | Univerzitná nemocnica L. Pasteura. Pavilón infekčných chorôb. Chodbový. Solitér. Magnetická rezonancia. |
|                              | Rastislavova ulica 43. Južné Mesto. Locatie._region:SK                   | Universitair ziekenhuis Louis Pasteur. Alleenstaand paviljoen voor oogheelkunde. Oogafdeling plastische chirurgie. ID 805-4119/4.                                 | Univerzitná nemocnica L. Pasteura. Pavilón oftamologický. Solitér. Očné oddelenie. Plastická operácia.  |
|                              | Rastislavova ulica 43. Južné Mesto. Locatie._region:SK                   | Universitair ziekenhuis Louis Pasteur. Alleenstaand paviljoen voor pediatrie. Stomatologie. ID 805-4119/5.                                                        | Univerzitná nemocnica L. Pasteura. Pavilón pediatrický. Solitér. Stomatológia.                          |
| Geen afbeelding beschikbaar. | Rastislavova ulica 43. Južné Mesto. Locatie._region:SK                   | Universitair ziekenhuis Louis Pasteur. Alleenstaand paviljoen voor chirurgische ingrepen. ID 805-4119/6.                                                          | Univerzitná nemocnica L. Pasteura. Pavilón chirurgický. Solitér.                                        |
|                              | Rastislavova ulica 43. Južné Mesto. Locatie._region:SK                   | Universitair ziekenhuis Louis Pasteur. Alleenstaand paviljoen voor autopsie. ID 805-4119/7.                                                                       | Pitevňa. Solitér.                                                                                       |
|                              | Rastislavova ulica 43. Južné Mesto. Locatie._region:SK                   | Universitair ziekenhuis Louis Pasteur. Alleenstaand stooklokaal. ID 805-4119/8.                                                                                   | Kotolňa. Solitér.                                                                                       |
|                              | Rastislavova ulica 43. Južné Mesto. Locatie._region:SK                   | Universitair ziekenhuis Louis Pasteur. Alleenstaande hospitaalvleugel. Afdeling: voeding, dieet. Kapel. ID 805-4119/9.                                            | Ubytovňa s kaplnkou. Solitér. Výživy a strav.                                                           |
|                              | Rastislavova ulica 43. Južné Mesto. Locatie._region:SK                   | Universitair ziekenhuis Louis Pasteur. Alleenstaand paviljoen TBC. Pneumologie. ID 805-4119/10.                                                                   | Univerzitná nemocnica L. Pasteura. Pavilón TBC. Solitér. Klinika pneumológie.                           |
|                              | Rastislavova ulica 43. Južné Mesto. Locatie._region:SK                   | Universitair ziekenhuis Louis Pasteur. Alleenstaand administratief gebouw. Archieven. ID 805-4119/11.                                                             | Univerzitná nemocnica L. Pasteura. Budova administratívna. Solitér. Archívy.                            |
|                              | Rastislavova ulica 43. Južné Mesto. Locatie._region:SK                   | Universitair ziekenhuis Louis Pasteur. Alleenstaand apotheek & conciërgegebouw. ID 805-4119/12.                                                                   | Univerzitná nemocnica L. Pasteura. Vrátnica. Solitér. Lekáreň.                                          |
|                              | Rastislavova ulica 43. Južné Mesto. Locatie._region:SK                   | Universitair ziekenhuis Louis Pasteur. Alleenstaand paviljoen. Instituut voor oncologie. ID 805-4119/13.                                                          | Univerzitná nemocnica L. Pasteura. Pavilón nemocničný. Solitér. Onkologický ústav.                      |
|                              | Rastislavova ulica 83. Južné Mesto. Locatie._region:SK                   | Monument voor de gesneuvelden in de Eerste Wereldoorlog. ID 805-4551/0.                                                                                           | Pomník padlým v I.sv.vojne.                                                                             |
|                              | Rastislavova ulica 83. Južné Mesto. Locatie._region:SK                   | Monument voor de gesneuvelde Italiaanse soldaten. ID 805-4552/0.                                                                                                  | Pomník talianskym vojakom.                                                                              |
|                              | Rastislavova ulica 83. Južné Mesto. Locatie._region:SK                   | Gemeenschappelijk graf met grafsteen voor de in de Tahanov-tunnel geëxecuteerde antifascisten (17-1-1945). ID 805-4591/0.                                         | Hrob spoločný s náhrobníkom. Popravení antifašisti. Obete-Ťahanovský tunel.                             |
|                              | Rastislavova ulica 87. Južné Mesto. Locatie._region:SK                   | Graf met grafsteen voor regisseur en schrijver Anton Prídavok (°1904 - †1945), enkele dagen na foltering door de bezetter (WO II) overleden. ID 805-4593/0.       | Hrob s náhrobníkom. Prídavok Anton (°1904 - †1945) (spisovateľ,rozhl.pra).                              |
|                              | Rastislavova ulica 87. Južné Mesto. Locatie._region:SK                   | Alleenstaand gebouw met rouwkamer. ID 805-11826/1. | Dom smútku. Solitér.                                                                                    |
|                              | Rastislavova ulica 87. Južné Mesto. Locatie._region:SK                   | Grafkapel van rabbijn Abraham Šalom Halberstamm. ID 805-11826/2.                                                                                                  | Kaplnka pohrebná. Halberstamm Abraham Šalom.                                                            |
|                              | Rastislavova ulica 87. Južné Mesto. Locatie._region:SK                   | Grafkapel van rabbijn Jakob Frankfurter. ID 805-11826/3. | Kaplnka pohrebná. Halberstamm Abraham Šalom.                                                            |
|                              | Rastislavova ulica 87. Južné Mesto. Locatie._region:SK                   | Grafkapel van rabbijn Šamuel Engel. ID 805-11826/4. | Kaplnka pohrebná. Engel Šamuel.                                                                         |
|                              | Rastislavova ulica 87. Južné Mesto. Locatie._region:SK                   | Grafkapel van rabbijn Šaul Brach. ID 805-11826/5. | Kaplnka pohrebná. Brach Šaul.                                                                           |
|                              | Rastislavova ulica 87. Južné Mesto. Locatie._region:SK                   | Grafkapel van rabbijn Aharon Horowitz. ID 805-11826/6. | Kaplnka pohrebná. Horowitz Aharon.                                                                      |
|                              | Rastislavova ulica 87. Južné Mesto. Locatie._region:SK                   | Grafkapel van zanger David, Margaliot. ID 805-11826/7. | Kaplnka pohrebná. Singer David, Margaliot.                                                              |
|                              | Rastislavova ulica 87. Južné Mesto. Locatie._region:SK                   | Grafkapel van Jungreisz en drie rabbijnen. ID 805-11826/8. | Kaplnka pohrebná. Rod.Jungreisz. Hrobmi 3 rabínov.                                                      |
|                              | Rastislavova ulica 87. Južné Mesto. Locatie._region:SK                   | Grafsteen met urne van de actrice Mária Bárkána (°1859 - †1928) op de Joodse begraafplaats. ID 805-11826/9.                                                       | Náhrobok herečky Márie Bárkány v židovskom cintoríne (°1859 - †1928).                                   |
|                              | Rastislavova ulica 87. Južné Mesto. Locatie._region:SK                   | Grafsteen van kunstenaar Feld Ľudovít (°1904 - †1991) op de Joodse begraafplaats. ID 805-11826/10.                                                                | Náhrobok herečky výtvarníka Feld Ľudovít (°1904 - †1991) v židovskom cintoríne (°1859 - †1928).         |
|                              | Rastislavova ulica 87. Južné Mesto. Locatie._region:SK                   | Grafsteen van Miklós Bárkány op de Joodse begraafplaats. ID 805-11826/11.                                                                                         | Náhrobok Miklósa Bárkányho (Židovský cintorín).                                                         |
| Geen afbeelding beschikbaar. | Fejova ulica 1. Košice. Locatie._region:SK                               | Graanschuur. Opslagplaats voor voeder. ID 805-11268/0. | Sýpka. Sklad krmív.                                                                                     |
| Geen afbeelding beschikbaar. | Južná trieda 2. Košice. Locatie._region:SK                               | Alleenstaand ziekenhuis en bejaardentehuis. ID 805-1133/1. | Špitál. Domov dôchodcov. Solitér.                                                                       |
|                              | Južná trieda 2. Košice. Locatie._region:SK                               | Ziekenhuiskerk van de Heilige Geest. ID 805-1133/2. | Špitálsky kostol sv. Ducha.                                                                             |
|                              | Požiarnická ulica 4. Košice. Locatie._region:SK                          | Brandweer - Huis van de brandweercommandant. ID 805-4118/1. | Hasičské kasárne - dom veliteľa.                                                                        |
|                              | Požiarnická ulica 4. Košice. Locatie._region:SK                          | Garages van Brandweer en Hulpdiensten. ID 805-4118/2. | Garáže s pohotovostnými priest.                                                                         |
|                              | Požiarnická ulica 4. Košice. Locatie._region:SK                          | Administratief gebouw van de Brandweer. ID 805-4118/3. | Budova administratívna.                                                                                 |
|                              | Žižkova ulica 4. Košice. Locatie._region:SK                              | Alleenstaande kleuterschool met hekwerk en poort. ID 805-11472/1 & 805-11472/2.                                                                                   | Škôlka materská. Solitér. Oplotenie s bránou.                                                           |
|                              | Žižkova ulica 4. Košice. Locatie._region:SK                              | Tuin. ID 805-11472/3. | Záhrada.                                                                                                |